# Poszméh
A poszméh (Bombus) a rovarok (Insecta) osztályának hártyásszárnyúak (Hymenoptera) rendjébe, ezen belül a fullánkosdarázs-alkatúak (Apocrita) alrendjébe és a méhfélék (Apidae) családjába tartozó nem. A poszméhek (Bombini) nemzetségének ez az egyetlen élő neme.
A poszméheket másképpen dongóméheknek is nevezik, ami hangos, zümmögő-döngő repülésükre utal. Fenyegető külsejük ellenére nem veszélyesek, erős fullánkjukat csak ritkán használják. A poszméhek a legnagyobb termetű méhek közé tartoznak. Vaskos és tömött testüket rendszerint tarka szőrbunda fedi.
A poszméhek fészke legtöbbször a föld felszínén helyezkedik el.

## Rendszerezés
A nembe 15 alnem és több mint 250 faj tartozik:

### Alpigenobombus
- Bombus angustus
- Bombus breviceps
- Bombus genalis
- Bombus grahami
- Bombus kashmirensis
- Bombus nobilis
- Bombus wurflenii

### Alpinobombus
- Bombus alpinus
- Bombus balteatus
- Bombus hyperboreus
- Bombus neoboreus
- Bombus polaris

### Bombias
- Bombus auricomus
- bársonyos poszméh (Bombus confusus)
- Bombus nevadensis

### Bombus sensu stricto
- Bombus affinis
- Bombus cryptarum
- Bombus franklini
- Bombus hypocrita
- Bombus ignitus
- szürke poszméh (Bombus lucorum)
- Bombus magnus
- Bombus patagiatus
- Bombus sporadicus
- földi poszméh (Bombus terrestris)
- Bombus terricola
  - Bombus terricola occidentalis
- Bombus tunicatus

### Cullumanobombus
- Bombus baeri
- Bombus brachycephalus
- Bombus coccineus
- Bombus crotchii
- Bombus cullumanus
- Bombus ecuadorius
- Bombus fraternus
- Bombus funebris
- Bombus griseocollis
- Bombus handlirschi
- Bombus haueri
- Bombus hortulanus
- Bombus macgregori
- Bombus melaleucus
- Bombus morrisoni
- Bombus robustus
- Bombus rohweri
- Bombus rubicundus
- Bombus rufocinctus
- Bombus semenoviellus
- Bombus tucumanus
- Bombus unicus
- Bombus vogti

### Kallobombus
- bogáncsposzméh (Bombus soroeensis)

### Megabombus
- délvidéki poszméh (Bombus argillaceus)
- Bombus bicoloratus
- Bombus consobrinus
- Bombus czerskii
- Bombus diversus
- Bombus gerstaeckeri
- kerti poszméh (Bombus hortorum)
- Bombus irisanensis
- Bombus koreanus
- Bombus longipes
- Bombus melanopoda
- Bombus portchinsky
- Bombus religiosus
- Bombus ruderatus
- Bombus saltuarius
- Bombus securus
- Bombus senex
- Bombus supremus
- Bombus sushkini
- Bombus tichenkoi
- Bombus trifasciatus
- Bombus ussurensis

### Melanobombus
- Bombus eximius
- Bombus festivus
- Bombus formosellus
- Bombus friseanus
- Bombus incertus
- Bombus keriensis
- Bombus ladakhensis
- kövi poszméh (Bombus lapidarius)
- Bombus miniatus
- Bombus pyrosoma
- Bombus richardsiellus
- Bombus rufipes
- Bombus rufofasciatus
- Bombus semenovianus
- Bombus sichelii
- Bombus simillimus
- Bombus tanguticus

### Mendacibombus
- Bombus avinoviellus
- Bombus convexus
- Bombus defector
- Bombus handlirschianus
- Bombus himalayanus
- Bombus makarjini
- Bombus marussinus
- Bombus mendax
- Bombus superbus
- Bombus turkestanicus
- Bombus waltoni

### Orientalibombus
- Bombus braccatus
- Bombus funerarius
- Bombus haemorrhoidalis

### Psithyrus
- Bombus ashtoni
- Bombus barbutellus
- Bombus bellardii
- Bombus bohemicus
- Bombus branickii
- Bombus campestris
- Bombus chinensis
- Bombus citrinus
- Bombus coreanus
- Bombus cornutus
- Bombus expolitus
- Bombus ferganicus
- Bombus fernaldae
- Bombus flavidus
- Bombus insularis
- Bombus maxillosus
- Bombus monozonus
- Bombus morawitzianus
- Bombus norvegicus
- Bombus novus
- Bombus perezi
- Bombus quadricolor
- kövi álposzméh (Bombus rupestris)
- Bombus skorikovi
- Bombus suckleyi
- Bombus sylvestris
- Bombus tibetanus
- Bombus turneri
- Bombus variabilis
- földi álposzméh (Bombus vestalis)

### Pyrobombus
- Bombus abnormis
- Bombus ardens
- Bombus avanus
- Bombus beaticola
- Bombus bifarius
- Bombus bimaculatus
- Bombus biroi
- Bombus brodmannicus
- Bombus caliginosus
- Bombus centralis
- Bombus cingulatus
- Bombus ephippiatus
- Bombus flavescens
- Bombus flavifrons
- Bombus frigidus
- mediterrán poszméh (Bombus haematurus)
- Bombus huntii
- mohás poszméh (Bombus hypnorum)
- Bombus impatiens
- Bombus infirmus
- Bombus infrequens
- Bombus jonellus
- Bombus kotzschi
- Bombus lapponicus
  - Bombus lapponicus sylvicola
- Bombus lemniscatus
- Bombus lepidus
- Bombus luteipes
- Bombus melanopygus
- Bombus mirus
- Bombus mixtus
- Bombus modestus
- Bombus monticola
- Bombus oceanicus
- Bombus parthenius
- Bombus perplexus
- Bombus picipes
- réti poszméh (Bombus pratorum)
- Bombus pressus
- Bombus pyrenaeus
- Bombus rotundiceps
- Bombus sandersoni
- Bombus sitkensis
- Bombus sonani
- Bombus subtypicus
- Bombus ternarius
- Bombus vagans
- Bombus vandykei
- Bombus vosnesenskii
- Bombus wilmattae

### Sibiricobombus
- Bombus asiaticus
- Bombus morawitzi
- Bombus niveatus
- Bombus oberti
- Bombus obtusus
- Bombus sibiricus
- Bombus sulfureus

### Subterraneobombus
- Bombus amurensis
- Bombus appositus
- Bombus borealis
- Bombus distinguendus
- Bombus fedtschenkoi
- Óriásposzméh (Bombus fragrans)
- Bombus melanurus
- Bombus personatus
- rövidszőrű poszméh (Bombus subterraneus)
- Bombus tschitscherini

### Thoracobombus
- Bombus anachoreta
- Bombus armeniacus
- Bombus atratus
- Bombus atripes
- Bombus bellicosus
- Bombus brasiliensis
- Bombus brevivillus
- Bombus dahlbomii
- Bombus deuteronymus
- Bombus digressus
- Bombus diligens
- Bombus excellens
- Bombus exil
- Bombus fervidus
  - Bombus fervidus californicus
- Bombus filchnerae
- Bombus hedini
- Bombus honshuensis
- változékony poszméh (Bombus humilis)
- Bombus imitator
- Bombus impetuosus
- Bombus inexspectatus
- rozsdássárga poszméh (Bombus laesus)
- Bombus medius
- Bombus mesomelas
- Bombus mexicanus
- Bombus mlokosievitzii
- Bombus morio
- Bombus mucidus
- sárga poszméh (Bombus muscorum)
- Bombus opifex
- Bombus opulentus
- mezei poszméh (Bombus pascuorum) - szinonimája: Bombus agrorum
- Bombus pensylvanicus
  - Bombus pensylvanicus sonorus
- Bombus persicus
- vörhenyes poszméh (Bombus pomorum)
- Bombus pseudobaicalensis
- Bombus pullatus
- Bombus remotus
- Bombus rubriventris
- Bombus ruderarius
- Bombus schrencki
- Bombus steindachneri
- Bombus sylvarum
- Bombus transversalis
- Bombus tricornis
- Bombus trinominatus
- Bombus velox
- Bombus veteranus
- Bombus weisi
- Bombus zonatus